# 零式小型水上機
九飛 E14Y 零式小型水上機
飛行中の零式小型水上機
- 用途：偵察機
- 分類：水上機
- 設計者：海軍航空技術廠
- 製造者：九州飛行機
- 運用者： 大日本帝国（日本海軍）
- 初飛行：1938年
- 生産数：126機
- 生産開始：1940年
- 退役：1945年
- 運用状況：退役

零式小型水上機（れいしきこがたすいじょうき）は、零式小型水上偵察機とも呼ばれ、十二試潜水艦用偵察機として空技廠が開発し、1940年（昭和15年）12月日本海軍により兵器採用された、潜水艦搭載用の水上機である。日本ではアメリカ本土空襲を実行した唯一の機体として有名である。

## 名称について
1940年12月兵器採用時の名称は内令兵により「零式一号小型飛行機一型」と定められた。
1942年（昭和17年）の海軍機の名称付与体系変更に従い、「昭和17年内令兵第25号」により「零式小型水上機一一型」と改称された。略符号はE14Y。連合国のコード名は“Glen”（グレン）。

## 開発と生産
1937年（昭和12年）に、それまで使用されていた九六式小型水上機の後継機として空技廠で開発が始められたのが十二試潜水艦用偵察機で、1938年（昭和13年）に初飛行した。機体は木金混製の骨組に羽布張で、金属製の双フロートを持つ単葉機だった。潜水艦の格納庫への格納に配慮し垂直尾翼の高さは低く押さえられ、又主翼の折りたたみやフロート・支柱類の結合が容易になるよう様々な工夫がなされていた。このため、組み立て開始から発進までの時間は10分強であった。
試作機では重量過大のために航続力が低下したうえ安定性が悪かったため垂直尾翼の拡大と胴体下面にフィンが付加されるなどの改良が続けられ、1940年（昭和15年）12月に兵器採用された。生産は九州飛行機で行なわれ、試作機（垂直安定板が胴体上面のみのタイプ）を含めて全部で138機生産された。また、九州飛行機が開発した発展型として、正式名称不明の試作水上偵察機が存在したとする資料もある。

## 運用
零式小型水上機は、巡潜甲型に搭載されて要地偵察を実施することを運用目的として開発されたが、続いて建造された巡潜乙型にも搭載された。これらの潜水艦に搭載された本機は、伊10の搭載機が開戦前の1941年（昭和16年）11月30日にフィジー諸島スバの偵察、開戦後は伊9搭載機が1942年（昭和17年）2月14日に真珠湾を偵察を行ったことを皮切りに、南方や千島方面の偵察に活躍し、後述する様にアメリカ本土に空襲を加えている。本機を搭載した潜水艦の作戦記録から逆引きすると、当機は合計52回の偵察作戦を実施し、内48回の成功を収め、その内40回は機体の回収に成功している。
伊10の搭載機が1944年（昭和19年）6月12日に実施したメジュロ泊地の偵察作戦が、本機が運用された最後の記録である。これ以降は潜水艦の活動範囲が狭められたこともあって、本機が活躍する場はほとんどなくなった。また母艦たる潜水艦の戦没により同時に失われた機体も多く、終戦時の残存機は17機とされる。
また、測量艦筑紫にも航空測量用として1機搭載されていた。

### アメリカ本土空襲
1942年（昭和17年）9月に伊25の搭載機が2回にわたってオレゴン州の森林に焼夷弾を投下し火災を発生させたとされる。これは、大戦中のみならず現在にいたるまで軍用機がアメリカ本土の攻撃に成功した唯一の事例と言われている。
ただしメキシコの内戦であるクリステロ戦争において1929年4月2日に革命軍に雇われたアイルランド系傭兵パトリック・マーフィーによってアリゾナ州ナコの市街地が爆撃されたことから、アメリカでは初めてのアメリカ本土空襲はナコ爆撃、オレゴン空襲は2番目となっている。ただし前述のナコ爆撃はナコのメキシコ側市街地を目標とした爆撃がアメリカ側ナコ市街地に着弾した誤爆であり、米国内においても広く知られている事件ではない。
被害は大きくなく（降雨の影響で意図した山火事は発生せず、1回目の爆撃では「飛行機を目撃した」とする森林局職員にも焼けた樹木を落雷によるものと勘違いされ、2回目の攻撃に至っては当初は気付かれもしなかった）、後日のFBIの調査によって日本軍による空襲と判明するなど、空襲に先立って実施された潜水艦による砲撃のほうがアメリカ世論に与えた影響は大きかった。
搭乗員のひとりである藤田信雄は戦後の1962年、攻撃地の近傍にあるブルッキンズハーバーの商工会議所若手の発案により、ブルッキンズハーバーつつじ祭りのグランドマーシャルとして招待された。

## 性能・諸元
- 全長： 8.53 m
- 全幅： 10.98 m
- 全高： 3.39 m
- 主翼面積： 19.00 m2
- 全装備重量： 1,450 kg
- 最高速度： 246 km/h
- 乗員： 2 名
- 発動機： 日立「天風」12型 空冷星型9気筒　340 hp
- 航続距離： 882 km
- 実用上昇限度： 5,420 m
- 上昇力 10'11" /3000 m
- 武装：
  - 7.7 mm機銃 ×1
  - 60 kg爆弾